# Vuelta a Extremadura
La Vuelta a Extremadura (oficialmente: Vuelta Ciclista a Extremadura) es una carrera ciclista por etapas española que recorre las principales poblaciones de la comunidad de Extremadura. 
La primera edición de la prueba fue en 1987 aunque no se llegó a disputar con regularidad hasta 2002. Estaba reservada a amateurs, por ello la mayoría de sus ganadores han sido españoles, hasta la creación de los Circuitos Continentales UCI en 2005, cuando entró en el circuito profesional del UCI Europe Tour, dentro de la categoría 2.2 (última categoría del profesionalismo). Tras anularse la edición de 2010 en 2011 se corrió una última edición, como amateur, disputándose todas las etapas en la provincia de Badajoz y con inicio y final en la misma localidad.
En 2021 la competición volvió a celebrarse tras 10 años de ausencia con la participación de 20 equipos de la categoría Elite-Sub-23 en un formato de 3 etapas.
En 2023 por primera vez la competición contaría con modalidad femenina constando de 3 etapas en categoría UCI 2.2 mientras que la categoría masculina pasaría a tener 5 etapas.
En su palmarés destacan corredores como José Ángel Gómez Marchante o como Daniel Lloyd, ambos ciclistas de equipos profesionales ya retirados en la actualidad.

## Palmarés
En amarillo: edición amateur.
| Año       | Ganador                    | Segundo                 | Tercero                  |
| --------- | -------------------------- | ----------------------- | ------------------------ |
| 1987      | Bandera de ?               | Bandera de ?            | Bandera de ?             |
| 1988-1993 | ediciones no realizadas    | ediciones no realizadas | ediciones no realizadas  |
| 1994      | Claus Michael Møller       | Triki Beltrán           | Bandera de ?             |
| 1995      | Bandera de ?               | Bandera de ?            | Bandera de ?             |
| 1996      | Bandera de ?               | Bandera de ?            | Bandera de ?             |
| 1997      | Ernesto Manchón            | Bandera de ?            | Bandera de ?             |
| 1998-1999 | ediciones no realizadas    | ediciones no realizadas | ediciones no realizadas  |
| 2000      | Bandera de ?               | Bandera de ?            | Bandera de ?             |
| 2001      | edición no realizada       | edición no realizada    | edición no realizada     |
| 2002      | Sergio Domínguez           | Ricardo Serrano         | Fredrik Modin            |
| 2003      | José Ángel Gómez Marchante | Carlos Barredo          | Francisco Javier Andujar |
| 2004      | Juan Carlos López          | Jordi Grau              | Sergio Domínguez         |
| 2005      | Luis Roberto Álvarez       | José Joaquín Rojas      | Francisco José Terciado  |
| 2006      | Pedro Romero Ocampo        | Ángel Rodríguez         | Gustavo Domínguez        |
| 2007      | Nuno Duarte                | Reinier Honig           | José Luis Cubillo        |
| 2008      | Daniel Lloyd               | Manuel Lloret           | Sergio Sousa             |
| 2009      | José de Segovia            | Luis Felipe Laverde     | Bruno Castanheira        |
| 2010      | edición no realizada       | edición no realizada    | edición no realizada     |
| 2011      | Gustavo Pérez              | Paul Kneppers           | Raúl García de Mateos    |
| 2012-2020 | edición no realizada       | edición no realizada    | edición no realizada     |
| 2021      | Benjamín Prades            | Abel Balderstone        | Raúl Rota                |
| 2022      | Mulu Hailemichael          | Javier Serrano          | Unai Aznar               |
| 2023      | Adrien Marie               | Ander Ganzabal          | Pablo Carrascosa         |
| 2024      | José Faura                 | Clement Delcross        | Juan Sossa               |
| 2025      | Ferre Geeraerts            | Charlie Meredith        | Tyler Tomkinson          |

## Palmarés por países
| País        | Victorias |
| ----------- | --------- |
| España      | 8         |
| Dinamarca   | 1         |
| Colombia    | 1         |
| Portugal    | 1         |
| Reino Unido | 1         |
| Argentina   | 1         |
| Etiopía     | 1         |
| Francia     | 1         |
| Bélgica     | 1         |